# 天草市立魚貫小学校
天草市立魚貫小学校（あまくさしりつおにきしょうがっこう）は、熊本県天草市魚貫町にあった小学校。

## 沿革
- 1873年（明治6年）- 民家を借りて授業開始
- 1876年（明治9年）- 公立魚貫小学校創立。
- 1887年（明治20年）- 尋常魚貫小学校と改称
- 1898年（明治31年）- 池田分教場設置
- 1905年（明治38年）- 魚貫尋常小学校と改称。
- 1921年（大正10年）- 農業補習学校付設
- 1941年（昭和16年）- 魚貫国民学校と改称
- 1947年（昭和22年）- 魚貫村立魚貫小学校と改称
- 1954年（昭和29年）- 牛深市立魚貫小学校と改称
- 1963年（昭和38年）- 池田分校が独立し、池田小学校となる
- 2004年（平成16年）- 池田小学校を統合。
- 2006年（平成18年）- 天草市立魚貫小学校と改称。
- 2014年（平成26年）- 天草市立牛深小学校へ統合

## 学校周辺
- 熊本県道35号牛深天草線
- 魚貫湾